# Adet (ville)
Pour les articles homonymes, voir Adet.
Adet (également appelée Addiet Canna) est une ville du nord-ouest de l'Éthiopie. Elle est située au sud de Bahir Dar dans la Mirab Godjam de la région Amhara. Elle est située à 2 216 mètres d'altitude.